# Borbotana fragmentata
Borbotana fragmentata là một loài bướm đêm trong họ Noctuidae.